# Генерал Мороз

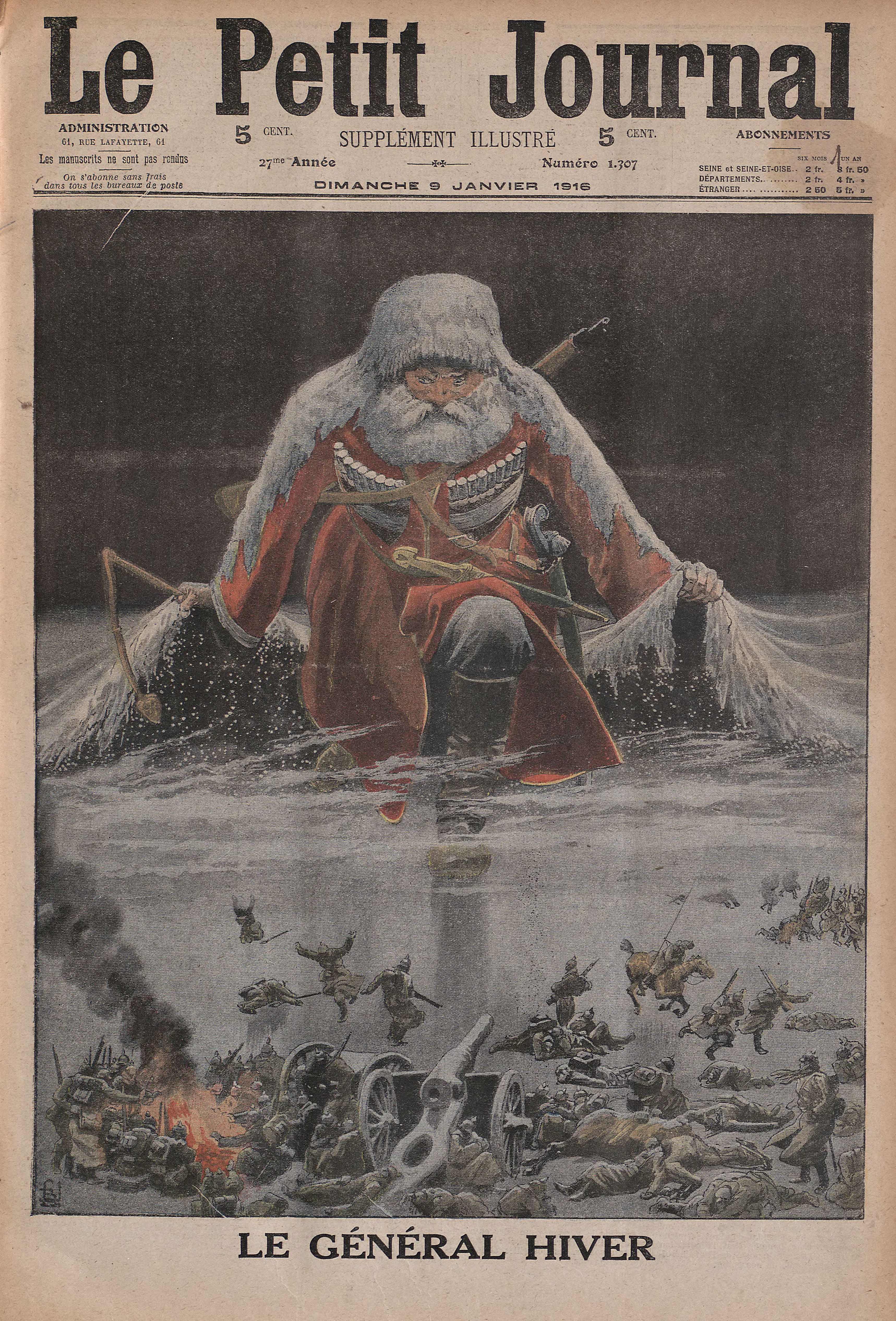
Генерал Зима наступает на немцев. Первая полоса «Le Petit Journal» 9 января 1916 года

Генерал Мороз — расхожее представление о российском климате в зимний период как о решающем факторе, влияющем на неудачи западноевропейских армий во время военных (боевых) действий на территории России, мифический генерал. Одно из первых произведений в русской литературе на тему связи зимы и поражения неприятеля в России — военно-историческая статья 1835 года Д. В. Давыдова «Мороз ли истребил французскую армию в 1812 году?», где Давыдов опровергает данную теорию. Данные представления вошли в массовую культуру в виде клише генерал Мороз и генерал Зима, аналогичных генералу Грязь (распутица). Клише использовалось как противниками России (французскими генералами 1812 года), так и союзниками (во время войны 1812 года, Первой мировой войны).

## Климатический фактор в истории войн в России

### Вторжение шведских войск, 1708
Осенью 1708 года в ходе Северной войны войска Карла XII вели боевые действия против русской армии Петра I в Малороссии. Наступившая зима стала самой холодной в Европе за 500 лет. Шведские войска, лишённые также снабжения, были загнаны на зимние квартиры и терпели жестокие лишения. Мороз был таким сильным, что даже птицы замерзали на лету. 

### Вторжение наполеоновской армии, 1812

«Отступление Наполеона из России». Адольф Нортен

Отечественная война 1812 года началась с вторжения 610-тысячной Великой армии Наполеона. По мере продвижения, главная часть войска таяла из-за боевых и санитарных потерь, а также из-за необходимости оставлять заслоны и гарнизоны, и к Бородинскому сражению Наполеон имел при себе около 150 тысяч человек.
По мере отступления от Москвы потери росли и до морозов, но, грянув в конце октября, они застали французов в Смоленске, где были отмечены массовые случаи замерзаний насмерть и обморожений конечностей. Тысячи французов, изнурённые болезнями, плелись за немногими боеспособными частями.
В мемуарах французских военачальников и исторических произведениях 1810—1830-х годов «русская зима» и «Генерал Мороз» нередко выступали как основные причины поражения Наполеона. Сам Наполеон и его маршалы позже искали «объективные» причины поражения, ссылаясь на мороз и на неправильное, с их точки зрения, «невоенное» ведение войны, пытаясь оправдаться в потере 552 тысяч человек и свыше 1200 орудий. Однако, зима наступила не только не раньше обычного, но даже позже. Температура до сражения под Красным (15 — 18 ноября) изменялась от −3°С до −8°С, а 18 ноября наступила оттепель, продолжавшаяся до сражения на Березине (26 — 29 ноября). И только сразу после Березины ударил мороз ниже −20°С. В 1835 году против такой французской трактовки событий выступил генерал 1812 года и писатель Денис Давыдов в своей военно-исторической статье «Мороз ли истребил французскую армию в 1812 году?», в которой, опираясь целиком на факты, показал, что решающий разгром французской армии произошёл при сравнительно мягкой погоде, а морозы наступили после того, как наполеоновское войско «в смысле военном» уже не существовало.

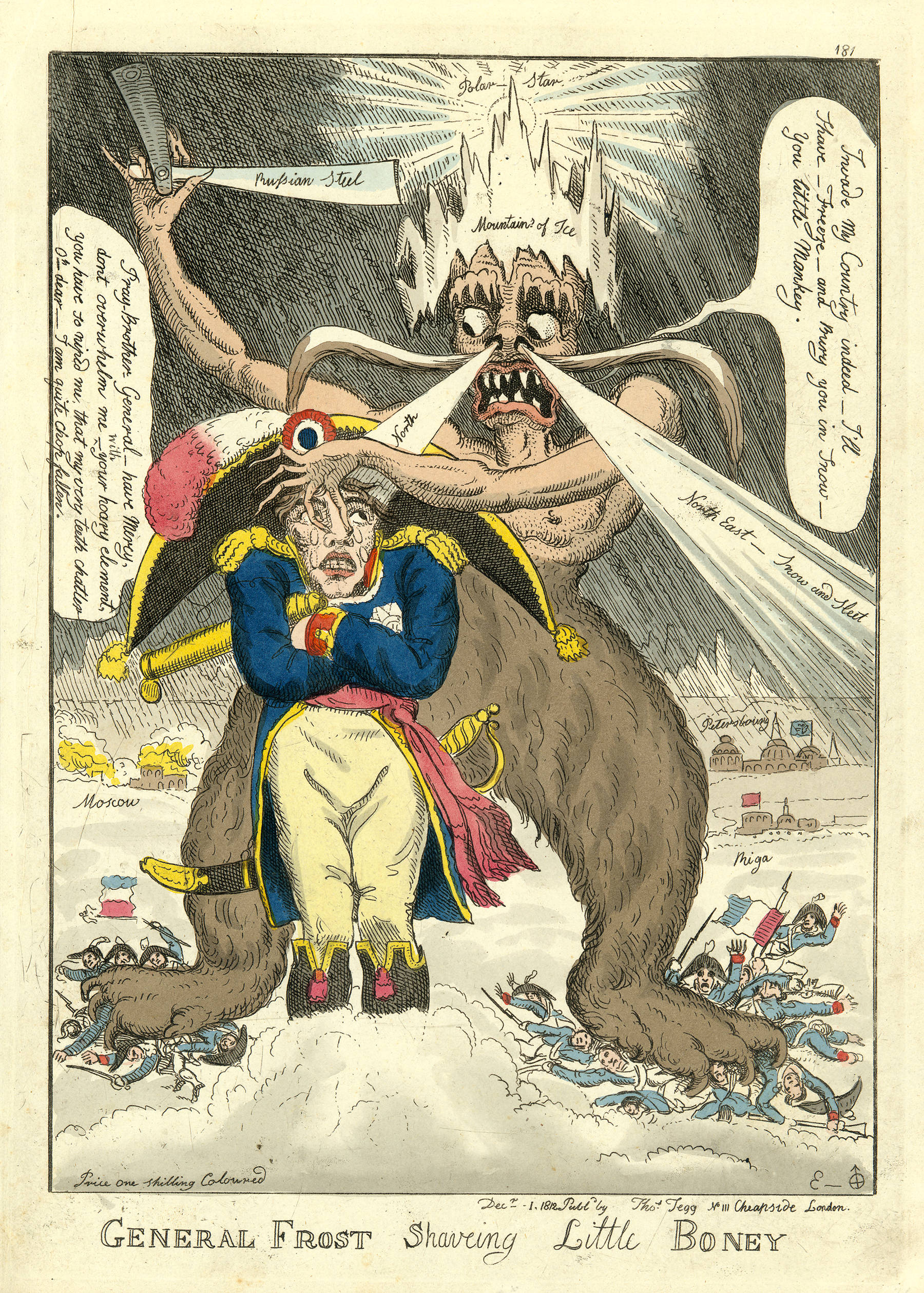
После поражения Наполеона 1 декабря 1812 года в Англии вышла карикатура «Генерал Мороз бреет маленького Бони» (General Frost shaving little Boney), давшая начало образу непобедимого союзника русской армии

Итак, во все время шествия французской армии от Москвы до Березины, то есть в течение двадцати шести дней, стужа, хотя и не чрезвычайная (от двенадцати до семнадцати градусов), продолжалась не более трех суток, по словам Шамбре, Жомини и Наполеона, или пяти суток, по словам Гурго.
Между тем французская армия при выступлении своем из Москвы состояла, по списку французского главного штаба, отбитому нами во время преследования, из ста десяти тысяч человек свежего войска, а по словам всех историков кампании, представляла только сорок пять тысяч по прибытии своем к берегам Березины. Как же подумать, чтобы стодесятитысячная армия могла лишиться шестидесяти пяти тысяч человек единственно от трех- или пятисуточных морозов, тогда как гораздо сильнейшие морозы в 1795 году в Голландии, в 1807 году во время Эйлавской кампании, продолжавшиеся около двух месяцев сряду, и в 1808 году в Испании среди Кастильских гор, в течение всей зимней кампании, скользили, так сказать, по поверхности французской армии, не проникая в средину её, и отстали от ней, не разрушив ни её единства, ни устройства?
Все это приводит нас к тому уверению, что не стужа, а другое обстоятельство — причиною разрушения гигантского ополчения.
— Давыдов Д. В. «Мороз ли истребил французскую армию в 1812 году?»
В этой статье Давыдов приводит слова генерала Гурго, адъютанта Наполеона: «Что касается до сильной стужи, то меру её определить можно тем, что Березина не была ещё покрыта льдом во время переправы чрез неё». Французский генерал маркиз де Шамбре (в 1812 году капитан гвардейской конной артиллерии), попавший в русский плен в сражении при Березине, в своём исследовании, на которое ссылаются почти все поздние историки по наполеоновским войнам, «История экспедиции в Россию» приводит подробные климатические условия и утверждает:

Не одна стужа расстроила и истребила французскую армию, потому что второй и девятый корпуса сохранили совершенный порядок, невзирая на претерпение такой же стужи, как и главная армия. Стужа, сухая и умеренная, сопровождавшая войска от Москвы до первого снега, была более полезна, нежели гибельна.

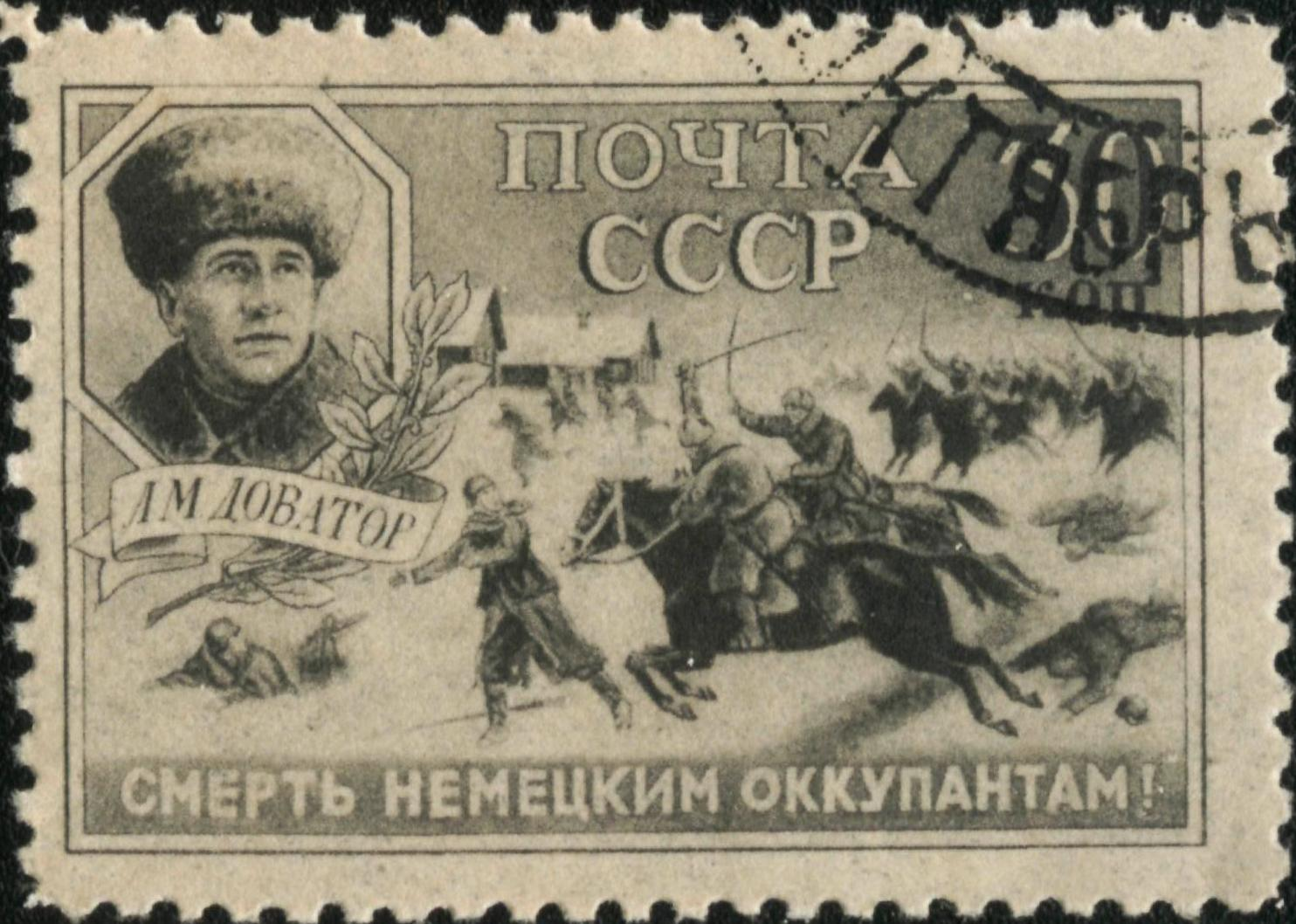
Почтовая марка СССР «Разгром немецких войск под Москвой», на ней немецкий солдат от мороза закутан в женскую одежду и платок.

### Вторжение германской коалиции Стран «Оси», 1941
По воспоминаниям Гейнца Гудериана, по плану «Барбаросса» войска нацистской Германии и её европейских союзников Стран «Оси» должны были завершить блицкриг до зимы 1941/1942 годов. Поскольку зимнее обмундирование не было заготовлено в надлежащем количестве, а когда всё же войска оказались накрыты морозами, наличествующая одежда не могла быть быстро доставлена с польских складов за сотни километров на фронт. Автомашины, локомотивы, орудия и бронетехника также не были готовы к жутким холодам, ознаменовавшим ту зиму, и регулярно выходили из строя или не заводились. Критический момент застал немцев в нескольких десятках километров от Москвы, когда у некоторой техники ещё и закончилось горючее, а пехотинцы не могли заставить себя выйти на открытый воздух.
Однако согласно графику температур под Москвой в 1941 году, впервые температура воздуха понизилась до −7 °C 4 ноября. Эта температура продержалась три дня и затем поднялась до нуля. Температура воздуха опустилась на 15—18 градусов лишь на три дня (11—13 ноября) и в дальнейшем вновь находилась в границах −5…−10 °C, значительно снизившись лишь к началу контрнаступления РККА в первых числах декабря 1941 года.
В своих мемуарах «Солдатский долг» маршал Рокоссовский также упоминает об установлении устойчивых, но достаточно высоких минусовых температур, как о решающем факторе, позволившем Вермахту продолжить наступление на Москву:
17 ноября противник продолжал наступление, вводя всё новые части. Холода сковали болота, и теперь немецкие танковые и моторизованные соединения – основная ударная сила врага – получили бо́льшую свободу действий. Мы это сразу почувствовали. Вражеское командование стало использовать танки вне дорог.

## Комментарии
1. ↑  Именно с этим временем связывается начало обыкновения называть голодных и замёрзших французов, как и прочих солдат-оборванцев Великой армии, словом «шаромыжник», созвучным фр. cher ami (любезный/дорогой друг) – стандартным обращением во французском языке. Само слово «шаромыжник», вопреки расхожему мнению, существовало и ранее (шарить, шаромыга)[6].
2. ↑  Ряд сражений, в том числе: Тарутинский бой 18 октября, под Полоцком 18 — 20 октября, под Малоярославцем 24 октября, под Вязьмой 3 ноября, под Ляхово 9 ноября, под Красным 15 — 18 ноября, на Березине 26 — 29 ноября.
3. ↑  2-й корпус Удино (7 — 9 тыс.), стоявший против Витгенштейна около Полоцка и не ходивший на Москву.
4. ↑  9-й корпус Виктора (10 — 14 тыс.), только в сентябре прибывший в Россию и брошенный против Витгенштейна.
5. ↑  4 ноября, на следующий день после сражения под Вязьмой пошёл первый снег. На переходе от Москвы до Вязьмы температура от 0°С до −3°С.